# Goto Keita
Goto Keita (後藤 圭太, sinh ngày 8 tháng 9 năm 1986) là một cầu thủ bóng đá người Nhật Bản. Anh thi đấu cho Fagiano Okayama.

## Thống kê sự nghiệp câu lạc bộ
Cập nhật đến ngày 23 tháng 2 năm 2018.
| Thành tích câu lạc bộ | Thành tích câu lạc bộ | Thành tích câu lạc bộ | Giải vô địch | Giải vô địch | Cúp                   | Cúp                   | Cúp Liên đoàn | Cúp Liên đoàn | Tổng cộng | Tổng cộng |
| Mùa giải              | Câu lạc bộ            | Giải vô địch          | Số trận      | Bàn thắng    | Số trận               | Bàn thắng             | Số trận       | Bàn thắng     | Số trận   | Bàn thắng |
| Nhật Bản              | Nhật Bản              | Nhật Bản              | Giải vô địch | Giải vô địch | Cúp Hoàng đế Nhật Bản | Cúp Hoàng đế Nhật Bản | J. League Cup | J. League Cup | Tổng cộng | Tổng cộng |
| --------------------- | --------------------- | --------------------- | ------------ | ------------ | --------------------- | --------------------- | ------------- | ------------- | --------- | --------- |
| 2005                  | Kashima Antlers       | J1 League             | 0            | 0            | 0                     | 0                     | 1             | 0             | 1         | 0         |
| 2006                  | Kashima Antlers       | J1 League             | 0            | 0            | 0                     | 0                     | 1             | 0             | 1         | 0         |
| 2007                  | Kashima Antlers       | J1 League             | 0            | 0            | 0                     | 0                     | 0             | 0             | 0         | 0         |
| 2008                  | Kashima Antlers       | J1 League             | 0            | 0            | 0                     | 0                     | 0             | 0             | 0         | 0         |
| 2009                  | Kashima Antlers       | J1 League             | 0            | 0            | 0                     | 0                     | 0             | 0             | 0         | 0         |
| 2010                  | Fagiano Okayama       | J2 League             | 28           | 1            | 1                     | 0                     | -             | -             | 29        | 1         |
| 2011                  | Fagiano Okayama       | J2 League             | 26           | 1            | 1                     | 0                     | -             | -             | 27        | 1         |
| 2012                  | Fagiano Okayama       | J2 League             | 41           | 1            | 2                     | 1                     | -             | -             | 43        | 2         |
| 2013                  | Fagiano Okayama       | J2 League             | 34           | 3            | 2                     | 0                     | -             | -             | 36        | 3         |
| 2014                  | Fagiano Okayama       | J2 League             | 37           | 3            | 1                     | 0                     | -             | -             | 38        | 3         |
| 2015                  | Matsumoto Yamaga      | J1 League             | 10           | 0            | 1                     | 0                     | 2             | 1             | 13        | 1         |
| 2016                  | Matsumoto Yamaga      | J2 League             | 20           | 1            | 2                     | 0                     | –             | –             | 22        | 1         |
| 2017                  | Matsumoto Yamaga      | J2 League             | 20           | 1            | 3                     | 0                     | –             | –             | 23        | 1         |
| Tổng                  | Tổng                  | Tổng                  | 216          | 11           | 13                    | 1                     | 4             | 1             | 233       | 13        |